# Lech Grobelny
Lech Grobelny (ur. 8 listopada 1951 w Poznaniu, zm. prawdopodobnie 28 marca 2007 w Warszawie) – polski fotograf, przedsiębiorca, założyciel Bezpiecznej Kasy Oszczędności (1989).

## Życiorys
Ukończył studia na Wydziale Mechanicznym Energetyki i Lotnictwa Politechniki Warszawskiej, działał w tym czasie w ZSP. Za czasów PRL był właścicielem studia fotograficznego. Pierwsze wielkie pieniądze zarobił pod koniec lat 70. i na początku lat 80., handlując w całej Polsce obrazkami z fotografią Jana Pawła II. Utworzył następnie zakład obróbki fotograficznej AFP (Art-Foto Projekt) i sieć w całej Polsce. W 1988 założył spółkę Dorchem Sp. z o.o. (był prezesem jednoosobowego zarządu), początkowo handlującą chemikaliami fotograficznymi, a po transformacji ustrojowej będącą właścicielem sieci kantorów wymiany walut. 
Największy rozgłos przyniosła mu Bezpieczna Kasa Oszczędności – parabank zbierający długoterminowe pożyczki od ludności i oferujący znacznie wyższe oprocentowanie niż lokaty w PKO BP. Grobelny, osobiście reklamujący swoje przedsięwzięcie, stał się wówczas znaną osobą życia publicznego. Utrzymywał też kontakty z przestępczością zorganizowaną, zatrudniając gangsterów do ochrony interesów.
O Grobelnym i jego Bezpiecznej Kasie Oszczędności stało się głośno w drugiej połowie 1990, gdy nadszedł termin spłaty pożyczek. Wyjeżdżając za granicę w czerwcu 1990, nie pozostawił nikomu pełnomocnictw do prowadzenia dużego przedsiębiorstwa. W lipcu 1990 zaginął bez wieści na wiele miesięcy. Ludzie, chcąc odzyskać swoje pieniądze, przypuścili szturm na BKO. W tym parabanku ulokowało swoje oszczędności ok. 7,5 tys. Polaków (szacowano je przed denominacją na 32 mld starych złotych). Syndyk masy upadłości Dorchemu Sp. z o.o. wypłacił wierzycielom w sumie ok. 7 mld starych zł. Poszukiwanego przez Interpol przedsiębiorcę zatrzymano w 1992 w Niemczech, a następnie dokonano jego ekstradycji do Polski. W 1996 Sąd Wojewódzki w Warszawie skazał go na 12 lat więzienia za zagarnięcie w latach 1989–1990 ponad 8 mld starych zł (przed denominacją – dzisiejsze 800 tys. zł) z kasy Dorchemu. W 1997 Sąd Apelacyjny w Warszawie uchylił wyrok i zwrócił sprawę prokuraturze, a przedsiębiorcę zwolnił z aresztu. Prokuratura w 2002 umorzyła sprawę z braku wystarczających dowodów. Grobelny przesiedział w areszcie pięć lat, za co domagał się od Skarbu Państwa 1 mln zł zadośćuczynienia oraz 14,93 mln zł odszkodowania za niesłuszne aresztowanie. W październiku 2005 Sąd Okręgowy w Warszawie oddalił jego powództwo.
Po wyjściu na wolność Grobelny założył firmę Odzysk do windykacji długów, lecz działalność nie przynosiła dochodów. Był niewypłacalny, mieszkał w pawilonie handlowym w Warszawie przy ul. Wysockiego, gdzie poprzednio było stoisko Dorchemu. O Grobelnym zrobiło się głośno ponownie w styczniu 2007 po tym, jak przekazał policji uzyskane rzekomo od nieżyjącego już gangstera informacje na temat rzekomego zagrożenia życia premiera Jarosława Kaczyńskiego. Biuro Ochrony Rządu, mając na uwadze powyższe informacje, wzmocniło ochronę zarówno premiera, jak i prezydenta Lecha Kaczyńskiego. Według Grobelnego na premiera wydano wyrok śmierci, którego wykonawcą miał być gangster o pseudonimie Szczur.

## Okoliczności śmierci
Pod koniec życia nadużywał alkoholu, był zewnętrznie zaniedbany, a przez jego mieszkanie przewijało się wiele osób, z którymi spożywał alkohol. 2 kwietnia 2007 w pawilonie sklepowym na warszawskim Targówku przy ul. Wysockiego 26 policja znalazła ciało Grobelnego. Poinformowano, że miał ranę kłutą klatki piersiowej, w okolicy serca. Według ustaleń, Grobelny zmarł pięć dni wcześniej, tj. 28 marca.
Po roku od wszczęcia śledztwa w sprawie okoliczności śmierci Grobelnego zostało ono umorzone na skutek niewykrycia sprawców. Ekspertyzy śledcze potwierdziły fakt, że do śmierci byłego przedsiębiorcy przyczyniły się osoby trzecie.